# Helga Dudzinski
Helga Rosa Maria Dudzinski, po mężu Ugi (ur. 4 czerwca 1929 w Monachium, zm. 28 października 2022 tamże) – niemiecka łyżwiarka figurowa reprezentująca RFN, startująca w konkurencji solistek. Uczestniczka igrzysk olimpijskich (1952), uczestniczka mistrzostw świata i Europy, dwukrotna mistrzyni RFN (1949, 1950).

## Osiągnięcia
| Zawody               | 1949           | 1950           | 1951           | 1952           | 1953           |                |                |                |                |                |                |                |                |                |                |                |                |
| Międzynarodowe       | Międzynarodowe | Międzynarodowe | Międzynarodowe | Międzynarodowe | Międzynarodowe | Międzynarodowe | Międzynarodowe | Międzynarodowe | Międzynarodowe | Międzynarodowe | Międzynarodowe | Międzynarodowe | Międzynarodowe | Międzynarodowe | Międzynarodowe | Międzynarodowe | Międzynarodowe |
| -------------------- | -------------- | -------------- | -------------- | -------------- | -------------- | -------------- | -------------- | -------------- | -------------- | -------------- | -------------- | -------------- | -------------- | -------------- | -------------- | -------------- | -------------- |
| Igrzyska olimpijskie |                |                |                | 12             |                |                |                |                |                |                |                |                |                |                |                |                |                |
| Mistrzostwa świata   |                |                | 12             | 11             |                |                |                |                |                |                |                |                |                |                |                |                |                |
| Mistrzostwa Europy   |                |                | 7              | 5              | 4              |                |                |                |                |                |                |                |                |                |                |                |                |
| Krajowe              |                |                |                |                |                |                |                |                |                |                |                |                |                |                |                |                |                |
| Mistrzostwa RFN      | 1              | 1              | 1              | 3              | 2              |                |                |                |                |                |                |                |                |                |                |                |                |